# PotPlayer
PotPlayer (ранее Daum PotPlayer) — проприетарный мультимедийный проигрыватель для операционных систем Microsoft Windows, созданный одним из авторов плеера The KMPlayer. Обладает схожим набором функций и похожим интерфейсом. Поддерживает большинство современных видеоформатов и аудиоформатов и имеет встроенные DXVA видеокодеки.
В феврале-марте 2017 года приставка «Daum» исчезла из названия.

## Возможности программы
- Поддержка практически всех существующих форматов видео и аудио, в том числе и 3D. Благодаря этому не требует наличия дополнительных кодеков.
- Наличие встроенных DXVA-видеокодеков (H.265/HEVC, H.264/AVC, VC-1, MPEG2).
- Поддержка кодека AV1.
- Поддержка всех типов субтитров.
- Наличие большого числа аудио и видеофильтров, позволяющих значительно улучшить качество воспроизведения или добавить определённые эффекты.
- Встроенный аудио- и видеоэквалайзер.
- Визуализация при проигрывании аудиофайлов.
- Возможность воспроизведения повреждённых AVI-файлов (пропуская повреждённые кадры).
- Возможность назначения большого количества горячих клавиш.
- Возможность хранения настроек как в реестре, так и в файле конфигурации.
- Возможность использовать программу в качестве переносного проигрывателя.
- Поддержка воспроизведения TV-каналов.
- Создание скриншотов и захват видео, в том числе потокового.
- Очень малая нагрузка на систему и высокая скорость работы.
- Поддержка скинов, логотипов и цветовой темы.
- Интерфейс возможно перевести на любой язык. На данный момент существуют версии на русском, английском, корейском, китайском и многих других языках.
- Возможность «на лету» удваивать FPS (функция конвертации FPS).
- Предварительный просмотр сцен через снимки.
- Поддерживается любые режимы Direct3D9 и Overlay.
- Возможность выключения компьютера в указанное время.
- Поддержка различных устройств: DVD, TV, HDTV и т. д.
- Возможность смотреть видео через прокси.
- Возможность изменять скорость воспроизведения.

## Список поддерживаемых форматов
26l, a52, acelive, acemedia, ass, b4s, bdmv, bin, bsf, crdownload, dat, dmf, dpl, dsf, dtshd, eac3, gxf, lmp4, m3u, m3u8, MK3D, mlp, mpl, mpls, nsr, nuv, part, pbf, pls, sdp, ssa, tpr, tslive, vlc, wmx, wvx, aac, ac3, adts, aifc, aiff, amr, aob, ape, au, cda, dts, flac, it, m1a, m2a, m4a, m4b, m4p, m4r, mid, mka, mp1, mp2, mp3, mpc, oga, ogg, oma, ra, ram, rmi, s3m, spx, tak, tta, voc, vqf, w64, wav, wax, wma, wv, xm, xspf, cue, xa, wmp, 3g2, 3gp, 3gp2, 3gpp, amv, asf, asx, avi, bik, bup, divx, dmskm, dpg, dv, dvr-ms, evo, f4v, flv, h264, idx, ifo, k3g, m1v, m2p, m2t, m2ts, m2v, m4v, mkv, mod, mov, mp2v, mp4, mp4v, mpa, mpe, mpeg, mpeg1, mpeg2, mpeg4, mpg, mpv2, mqv, mts, mxf, nsv, ogm, ogv, ogx, qt, rec, rm, rmvb, rpm, rv, skm, smi, srt, sub, swf, tod, tp, trp, ts, tts, vob, vro, webm, wm, wmv, wtv, vp4

## Отзывы
В 2011 году программа была признана лучшим медиапроигрывателем для Windows по версии блога Lifehacker.com.